# Alphonse Cox
Alphonse Cox (* 9. Februar 1902 in Lüttich; † 1976) war ein belgischer Jazztrompeter, der in den 1930er-Jahren vorwiegend in Frankreich arbeitete.

## Wirken
Cox gehörte zunächst 1922 zu den Creole Five von Arthur Briggs, dann zu den Five Merry Kids um den Pianisten Jean Pâques in Belgien und tourte 1926 als Mitglied der Michigan Jazz Band um Gaby Malaël in Italien. 1927 arbeitete er in London mit den New Stompers und bei Billy Arnold. Dann war er bei Charles Remue and His New Stompers Orchestra aktiv, mit dem in London Plattenaufnahmen entstanden („Vladivostok“). 1932 spielte er an der Seite von Noël Chiboust bei Patrick et son Orchestre, das Guy Paquinet leitete. 1934 nahm er in Paris bei Jazz Patrick an der Seite von Django Reinhardt auf. Ende Juni 1935 wirkte er außerdem bei einer Aufnahmesession des Quintette du Hot Club de France, bei der er mit Stéphane Grappelli, Django Reinhardt, Roger Chaput, Joseph Reinhardt, Louis Vola, und der erweiterten Besetzung aus Arthur Briggs, Pierre Allier, Eugène d’Hellemmes und Baro Ferret die Titel „Avalon“ und „Smoke Rings“ einspielte. Im Bereich des Jazz war er zwischen 1927 und 1935 an fünf Aufnahmesessions beteiligt.

## Lexikalischer Eintrag
- Emile Henceval Dictionnaire du jazz à Bruxelles et en Wallonie Liege 1991